# 黃弘 (明朝)
參數所指定的目標頁面不存在，建議更正成存在頁面或直接建立下列一個頁面（建立前請先搜尋是否有合適的存在頁面可以取代）：
- 黄弘

黃弘（14世紀—15世紀），字成任，江西建昌府新城縣人，明朝政治人物。

## 生平
洪武二十年（1387年）舉人，二十一年（1388年）聯捷進士，獲授兵部主事，外轉常州知府，為人寬厚、愛民如子，理訟公平，平均賦役，獲人民愛戴；永樂七年（1409年）曾修葺學宮，人們以古循吏稱頌他，後改任保定知府。

## 引用
1. 1 2  同治［江西］《新城縣志·卷十·人物志》：黃宏，字成任，洪武進士，授兵部主事，遷常州府知府，性寬厚，愛民如子，訟平賦均，吏民仰戴，增飾廟學，作新士類，人以古循吏稱之，涖常九年遷保定知府 隆慶志。
2. ↑  同治［江西］《新城縣志·卷八·選舉志》：進士……明……洪武二十一年戊辰任泰亨榜 黃宏 字成任，西坊人，保定知府，有傳……鄉舉……明……洪武二十年丁卯科 黃宏 見進士
3. ↑  康熙《常州府志·卷十三·職官》：常州府知府……黃弘 新城人，洪武末任，永樂七年修學，陞山西參政，有傳
4. ↑  康熙《常州府志·卷二十一·名宦》：黃宏，字成任，新城人，洪武末為郡，性寬厚，民愛戴之，增飾廟學，作新士類，有古循吏風。